# Wilhelm al II-lea de Württemberg
Wilhelm al II-lea (25 februarie 1848 – 2 octombrie 1921) a fost al patrulea rege de Württemberg, din 6 octombrie 1891 până la abolirea regatului la 30 noiembrie 1918. A fost fiul Prințului Frederic de Württemberg (1808-1870) și a soției lui, Prințesa Catherine de Württemberg (1821–1898), fiica regelui Wilhelm I de Württemberg (1781–1864).

## Rege de Württemberg

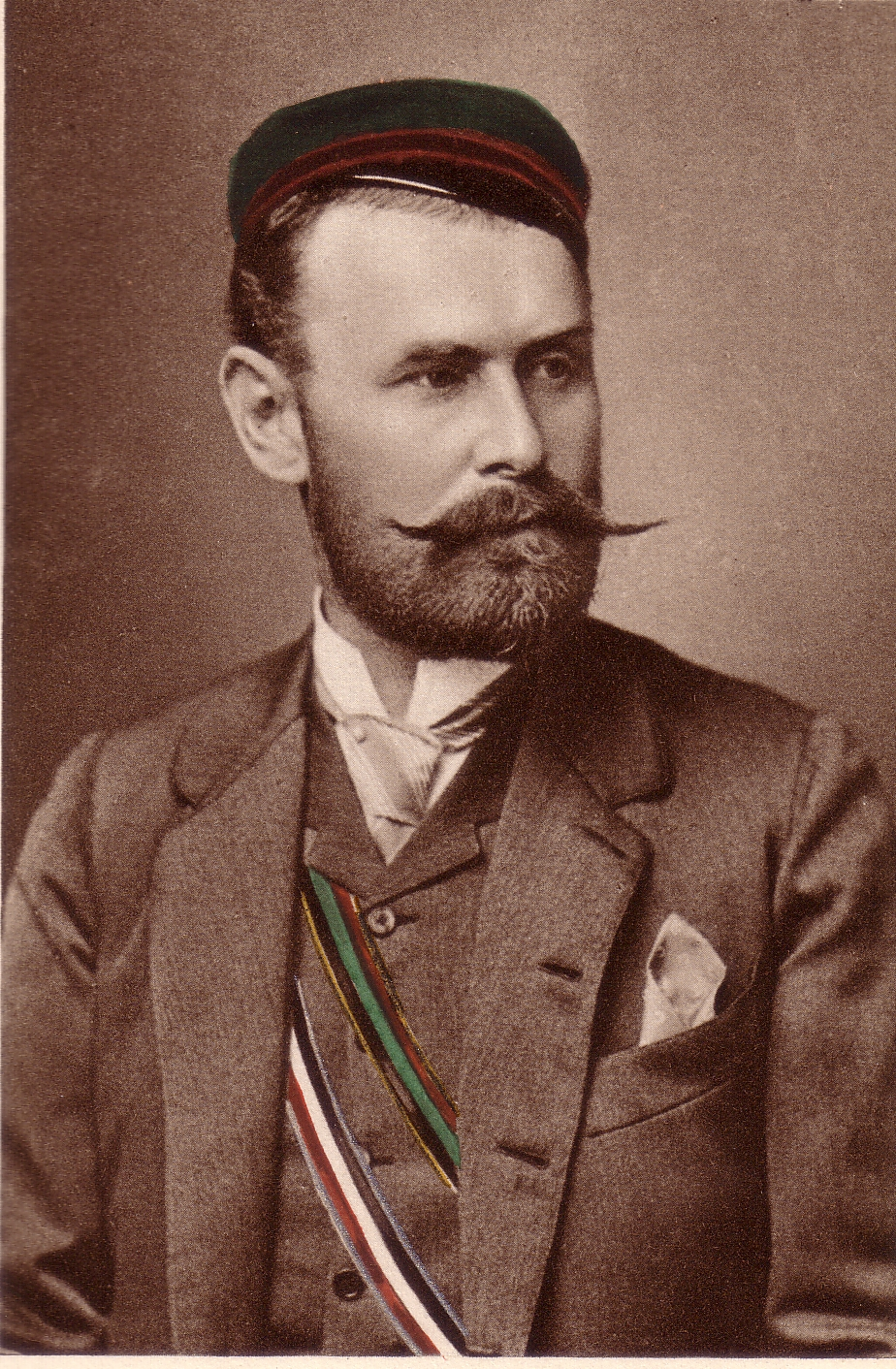
Regele Wilhelm II von Württemberg

După decesul unchiului său care nu a avut moștenitori, regele Karl I (1823–1891), el i-a succedat ca rege de Württemberg la vârsta de 43 de ani.
În ciuda faptului că a trăit într-un regat fără ieșire la mare, Wilhelm al II-lea a fost un entuziast al navigației. Regele a avut un rol esențial în fondarea Clubului de yacht Württembergischer (fostă "Königlich Württembergischer Yacht-Club" sau Yacht Club Regal al Württemberg), în 1911 pe Lacul Constanța.
În capitala Stuttgart el și-a construit Wilhelmspalais.
Regele Wilhelm a devenit Generalfeldmarschall în timpul Primului Război Mondial. În 1918, a fost detronat la fel ca și ceilalți conducători germani. Considerat a fi un monarh popular, a fost mâhnit când a primit mai puțin sprijin decât se aștepta. Avea obiceiul de a merge pe jos împreună cu cei doi câini ai săi în parcuri publice în Stuttgart fără gărzi de corp, fiind salutat de către supușii săi cu un simplu Herr König ("Domnule rege"). În cele din urmă, Wilhelm a abdicat la 30 noiembrie 1918..

## Căsătorii și copii
La 15 februarie 1877 la Arolsen s-a căsătorit cu Prințesa Marie de Waldeck și Pyrmont (1857–1882). Împreună au avut trei copii:
- Prințesa Pauline (19 decembrie 1877–7 mai 1965), căsătorită în 1898 cu Wilhelm Frederic, Prinț de Wied (1872–1945); au avut copii.
- Prințul Ulrich (28 iulie 1880–28 decembrie 1880)
- o fiică (24 aprilie 1882)

Marie a murit la 30 aprilie 1882 la Stuttgart, de complicații în urma nașterii celui de-al treilea copil. Wilhelm, deja depresiv după moartea unicului său fiu cu un an și jumătate în urmă, se spune că nu s-a recuperat după această lovitură.
La 8 aprilie 1886 la Bückeburg, el s-a recăsătorit cu Prințesa Charlotte de Schaumburg-Lippe (1864–1946). Cuplul nu a avut copii.

## Succesiunea
După decesul lui Wilhelm al II-lea în 1921 fără moștenitori pe linie masculină, șeful Casei de Württemberg a devenit Albrecht, Duce de Württemberg.